# JMT (platenlabel)
JMT (Jazz Music Today) was een Duits platenlabel waarop jazz werd uitgebracht. Het was actief van 1985 tot 1995 en was gevestigd in München. Het label werd opgericht door Stefan Winter.
Op het label kwamen gevestigde musici uit zoals Django Bates, John McLaughlin, Paul Motian en Gary Thomas. Verschillende muzikanten begonnen hier hun loopbaan als soloartiest voordat ze later bij andere labels tekenden: Steve Coleman, Greg Osby en Cassandra Wilson. In 1995 werd het label niet langer gesteund door de moedermaatschappij Polydor en sloot het de deuren. Winter richtte daarop in 1997 Winter & Winter op en nam enkele artiesten van JMT mee, zoals Motian en Uri Caine. Winter & Winter bracht van 2002 tot 2005 al het materiaal van JMT opnieuw uit in de serie JMT Edition.